# Trofeo Alfredo Binda - Comune di Cittiglio 2022
Il Trofeo Alfredo Binda - Comune di Cittiglio 2022, quarantaseiesima edizione della corsa, valevole come terza prova dell'UCI Women's World Tour 2022 categoria 1.WWT, si è svolto il 20 marzo 2022 su un percorso di 129,4 km, con partenza da Cocquio-Trevisago e arrivo a Cittiglio, in Italia. La vittoria fu appannaggio dell'italiana Elisa Balsamo, la quale completò il percorso in 3h36'29", alla media di 35,86 km/h, precedendo le connazionali Sofia Bertizzolo e Soraya Paladin.
Sul traguardo di Cittiglio 66 cicliste, su 138 partite da Cocquio-Trevisago, portarono a termine la competizione.

## Squadre e corridori partecipanti
| N.      | Cod. | Squadra                         |
| ------- | ---- | ------------------------------- |
| 1-6     | TFS  | Trek-Segafredo                  |
| 11-16   | JVW  | Team Jumbo-Visma                |
| 21-26   | SDW  | Team SD Worx                    |
| 31-36   | CSR  | Canyon-SRAM Racing              |
| 41-46   | UAD  | UAE Team ADQ                    |
| 51-56   | DSM  | Team DSM                        |
| 61-66   | FDJ  | FDJ Nouv.-Aquitaine Futuroscope |
| 71-76   | LIV  | Liv Racing Xstra                |
| 81-86   | BEX  | Team BikeExchange-Jayco         |
| 91-96   | MOV  | Movistar Team                   |
| 101-106 | TIB  | EF Education-Tibco-SVB          |
| 111-116 | CGS  | Roland Cogeas Edelweiss Squad   |

| N.      | Cod. | Squadra                       |
| ------- | ---- | ----------------------------- |
| 121-126 | VAL  | Valcar-Travel & Service       |
| 131-136 | PHV  | Parkhotel Valkenburg          |
| 141-146 | WNT  | Ceratizit-WNT Pro Cycling     |
| 151-156 | COF  | Cofidis Women Team            |
| 161-166 | NXG  | NXTG by Experza               |
| 171-176 | VAI  | Aromitalia-Basso Bikes-Vaiano |
| 182-186 | BPK  | BePink                        |
| 191-196 | BTW  | Born to Win G20 Ambedo        |
| 201-206 | SBT  | Isolmant-Premac-Vittoria      |
| 211-216 | SER  | Servetto-Makhymo-Beltrami TSA |
| 221-226 | TOP  | Top Girls Fassa Bortolo       |
| 231-236 | MDS  | Team Mendelspeck              |

## Ordine d'arrivo (Top 10)
| Pos. | Corridore             | Squadra | Tempo    |
| ---- | --------------------- | ------- | -------- |
| 1    | Elisa Balsamo         | Trek    | 3h36'29" |
| 2    | Sofia Bertizzolo      | UAE     | s.t.     |
| 3    | Soraya Paladin        | Canyon  | s.t.     |
| 4    | Chantal Blaak         | SD Worx | s.t.     |
| 5    | Elena Cecchini        | SD Worx | s.t.     |
| 6    | Coryn Rivera          | Jumbo   | s.t.     |
| 7    | Elise Chabbey         | Canyon  | s.t.     |
| 8    | Silvia Persico        | Valcar  | s.t.     |
| 9    | Cecilie Uttrup Ludwig | FDJ     | s.t.     |
| 10   | Ashleigh Moolman      | SD Worx | s.t.     |